# فابيانا مورايس
فابيانا مورايس (بالبرتغالية: Fabiana Moraes‏) هي منافسة ألعاب القوى برازيلية، ولدت في 5 يونيو 1986 في ساو باولو في البرازيل.

## وصلات خارجية
- فابيانا مورايس على موقع الاتحاد الدولي لألعاب القوى (الإنجليزية)
- فابيانا مورايس على موقع اللجنة الأولمبية الدولية (الإنجليزية)
- فابيانا مورايس على موقع أوليمبيديا (الإنجليزية)
- فابيانا مورايس على موقع اللجنة الأولمبية البرازيلية (البرتغالية)